# Varginha do Lourenço
Varginha do Lourenço é um sítio histórico localizado no município de Conselheiro Lafaiete. Localizada a cerca de 10 quilômetros de Ouro Branco, a antiga estalagem de João da Costa Rodrigues, mais conhecida como Sítio da Varginha do Lourenço, foi palco de momentos significativos da Inconfidência Mineira.
É monumento tombado pelo IEPHA.